# Olorun
Olorun (v jorubském jazyce: Ọlọrun), nebo též Olodumare, je nejvyšším bohem v jorubském náboženství. V jorubském náboženství je uctíván jako stvořitel světa a všeho živého. Je vnímán jako soucitný bůh, který chrání své stvoření a je považován za všemocného, vševědoucího a všudypřítomného. Lidé neuctívají Oloruna přímo, ale prostřednictvím nižších božstev – tzv. orišů. Olorun je bůh vzdálený a nedostupný, proto nemá na zemi žádné svatyně. Olorun nemá v jorubské teologii žádné ženské či mužské charakteristiky, je to ryze duchovní entita.
Olorun (nebo též Olodumare) je největší z desítek orišů. Všechna božstva – orišové – jorubského panteonu by měla být syny a dcerami Oloruna. Jméno boha je složeninou ze slov „vlastník zdroje stvoření, jenž se nevyprázdní“. Olorun po stvoření světa seslal oriši vedené Obatalou, aby dotvořili podmínky pro lidský život. Obatala podle tradice založil město Ife, které je považováno za centrum jorubského náboženství. Zde měl Olorun stvořit první lidi; stvořil je z hlíny a poté obdařil dechem života.
Nejvyšší bůh Olorun sesílá na zemi oriši, aby propojovali duchovní nesmrtelný svět se světem fyzickým, a těm, kdo vyznávají jorubské náboženství, pomáhají duchovně růst a naplňovat svůj pozemský osud, aby se nakonec s bohem spojili v jedno. V některých verzích jsou Olodumar a Olorun odlišné božské entity, nejčastěji jde ale o jednoho nejvyššího boha a pouze odlišná jména. Předpokládá se, že duch každého člověka se po smrti nakonec spojí s bohem stvořitelem Olorunem.